# Una carabina per Schut
Una carabina per Schut (Der Schut) è un film del 1964 diretto da Robert Siodmak.
Il soggetto è basato sul romanzo omonimo dello scrittore tedesco Karl May.
Il libro da cui il film è tratto fa parte del "ciclo orientale" di Karl May, una serie di storie ambientate nel Vicino e Medio Oriente e aventi per protagonista l'avventuriero tedesco Kara Ben Nemsi. Mentre però il libro costituisce l'episodio finale del ciclo, alla controparte cinematografica fanno seguito altri film: Il giustiziere del Kurdistan e Guntar il temerario.

## Trama
Il film è ambientato nella seconda metà del XIX secolo, nei domini balcanici dell'Impero ottomano. Una comitiva di avventurieri - il tedesco Kara Ben Nemsi, lo sceicco arabo Hadschi Alef Omar, il lord inglese David Lindsey e il suo maggiordomo Archie - si incontra al porto di Salonicco per iniziare insieme un viaggio attraverso il Vicino Oriente. Sul posto li raggiunge un commerciante di tappeti persiano di nome Nirwan, che li informa che il loro amico, il francese Henry Galingré, è prigioniero di un uomo noto come "lo Schut". Numerosi banditi sono agli ordini dello Schut e spadroneggiano per i Balcani, razziando e uccidendo, mozzando le orecchie alle loro vittime. I protagonisti decidono di liberare Henry e porre fine alla tirannide dello Schut. Al gruppo si unisce Omar, un giovane di una fattoria saccheggiata dai briganti, la cui fidanzata, Tschita, è pure essa prigioniera dello Schut. Il gruppo raggiunge la città macedone di Strumica dove vive Annette, moglie di Henry Galingré, che a sua volta chiede di unirsi alla missione. Sul posto Kara Ben Nemsi smaschera un santone che in verità è una spia dello Schut.
Gli uomini dello Schut cercano a più riprese di fermare i protagonisti, ma questi superano tutte le insidie e scoprono che lo Schut è in realtà il mercante Nirwan. Scoperta l'identità segreta del nemico, Kara Ben Nemsi chiede rinforzi alle autorità turche, ma cade nelle mani di un ufficiale corrotto, che lo consegna allo Schut. Hadschi Alef Omar riesce ad ottenere aiuto grazie ad una lettera di raccomandazione del gran visir. Con una truppa di cavalieri turchi, l'arabo assalta il covo dei banditi e libera tutti i prigionieri. Fuggendo, lo Schut precipita in un burrone, ma nell'inseguimento rimane ucciso anche Rih, il fedele cavallo nero di Kara Ben Nemsi. Il tedesco e l'arabo si separano, desiderando fare ritorno ciascuno nella propria patria.